# Elaeodendron
Elaeodendron es un género de plantas con flores  pertenecientes a la familia Celastraceae. Comprende 115 especies descritas y de estas, solo 2 aceptadas.

## Taxonomía
El género fue descrito por Nikolaus Joseph von Jacquin y publicado en Icones Plantarum Rariorum 1: 3, pl. 48. 1782. La especie tipo es: Elaeodendron orientale Jacq. 

## Especies aceptadas
A continuación se brinda un listado de las especies del género Elaeodendron aceptadas hasta octubre de 2013, ordenadas alfabéticamente. Para cada una se indica el nombre binomial seguido del autor, abreviado según las convenciones y usos.
- Elaeodendron laneamum Moore,A.H.
- Elaeodendron sphaerophyllum (Eckl. & Zeyh.) PRESL